# غيورغ فابر
غيورغ فابر (بالألمانية: Georg Faber)‏ هو رياضياتي ألماني، ولد في 5 أبريل 1877 في كايسرسلاوترن في ألمانيا، وتوفي في 7 مارس 1966 في ميونخ في ألمانيا.